# Loutrochori
Loutrochori (grč.: Λουτροχώρι) je selo u Grčkoj, na krajnjem sjeveru prefekture Središnja Makedonija. Broj stanovnika je oko 500. 
Prijašnje ime (1912/13. – 1926.) za ovo selo je bilo Bania (grč. Μπάνια, i značilo je toplice). 

## Povijest

### Stari vijek
Od 4. stoljeća pr. Kr., Loutrochori je bio topličkim mjestom, a bilo je pod vlašću starovjekovne države Makedonije, sjeverno od starovjekovne Grčke.

### Moderno doba
Suvremeni Loutrochori je relativno novo selo utemeljeno u razdoblju od 1912. – 1913. i 1921. – 1923., a osnovale su ga pontske grčke izbjeglice, nakon pontskog grčkog genocida i "maloazijske katastrofe".

### Sportski klubovi
- Nogometni klub Aristotelis Loutrochori A.C. - 4. nogometna liga (1990/91.). Osnovano je 1976. godine.

## Promet
Od najbližih željezničkih postaja su udaljeni 2,5 km istočno od postaje Petrea, 5 km jugoistočno od postaje Episkopi i 7 km sjeveroistočno od postaje Skydra.

## Stanovništvo
| Karta                                                                            | Statistički podaci (Statistike, 1923. – 2001. i 2007.) | Statistički podaci (Statistike, 1923. – 2001. i 2007.) | Statistički podaci (Statistike, 1923. – 2001. i 2007.) | Statistički podaci (Statistike, 1923. – 2001. i 2007.) | Statistički podaci (Statistike, 1923. – 2001. i 2007.) | Statistički podaci (Statistike, 1923. – 2001. i 2007.) | Statistički podaci (Statistike, 1923. – 2001. i 2007.) | Statistički podaci (Statistike, 1923. – 2001. i 2007.) | Statistički podaci (Statistike, 1923. – 2001. i 2007.) |
| Loutrochoriclass=notpageimage\| Loutrochori na karti Dimos Skydras, Pref. Pella. |                                                        |                                                        |                                                        |                                                        |                                                        |                                                        |                                                        |                                                        |                                                        |
| Stanje                                                                           | Broj stanovnika                                        | Promjena                                               | %                                                      | Gustoća                                                |                                                        |                                                        |                                                        |                                                        |                                                        |
| 1913                                                                             | ---                                                    | ---                                                    | ---                                                    | ---                                                    |                                                        |                                                        |                                                        |                                                        |                                                        |
| 1920                                                                             | ---                                                    | ---                                                    | ---                                                    | ---                                                    |                                                        |                                                        |                                                        |                                                        |                                                        |
| 1928                                                                             | 115                                                    | ---                                                    | ---                                                    | 15 /km²                                                |                                                        |                                                        |                                                        |                                                        |                                                        |
| 1940                                                                             | ---                                                    | ---                                                    | ---                                                    | ---                                                    |                                                        |                                                        |                                                        |                                                        |                                                        |
| 1951                                                                             | 367                                                    | ---                                                    | ---                                                    | 49 /km²                                                |                                                        |                                                        |                                                        |                                                        |                                                        |
| 1961                                                                             | 435                                                    | + 68                                                   | + 18.53%                                               | 58 /km²                                                |                                                        |                                                        |                                                        |                                                        |                                                        |
| 1971                                                                             | 391                                                    | - 44                                                   | - 10.12%                                               | 52 /km²                                                |                                                        |                                                        |                                                        |                                                        |                                                        |
| 1981                                                                             | 772                                                    | + 381                                                  | + 97.44%                                               | 103 /km²                                               |                                                        |                                                        |                                                        |                                                        |                                                        |
| 1991                                                                             | 483                                                    | - 289                                                  | - 37.43%                                               | 64 /km²                                                |                                                        |                                                        |                                                        |                                                        |                                                        |
| 2001                                                                             | 466                                                    | - 17                                                   | - 3.52 %                                               | 62 /km²                                                |                                                        |                                                        |                                                        |                                                        |                                                        |
| 2007. (ok.)                                                                      | 445°                                                   | - 21                                                   | - 4.51 %                                               | 59 /km²                                                |                                                        |                                                        |                                                        |                                                        |                                                        |
| °Grci: Makedonci i Pontski.                                                      |                                                        |                                                        |                                                        |                                                        |                                                        |                                                        |                                                        |                                                        |                                                        |

## Zemljopis
Grad se nalazi na nadmorskoj visini od 86 m. Nalazi se 540 km od Atena, 683 km od Konstantinopola, 77 km od Soluna i 20 km od Edessa. Obuhvaća površinu od 7.506 km². Ima 466 stanovnika (2001).  

### Zemljopisni položaj
Središnja Makedonija na sjeverni Grčka.
Nalazi se na 40°43'23'' (40.72306°) sjeverne zemljopisne širine i 22°06'33'' (22.10917°) istočne zemljopisne dužine.

## Klima
Selo je pod utjecajem sredozemne klime, a prosječna temperatura zraka iznosi 14,75°C (58°F).
| mjesec                                    | Sij     | Velj    | Ožu     | Tra     | Svi      | Lip      | Srp      | Kol      | Ruj     | Lis     | Stu     | Pro     | Godina              |
| ----------------------------------------- | ------- | ------- | ------- | ------- | -------- | -------- | -------- | -------- | ------- | ------- | ------- | ------- | ------------------- |
| maks. [°C] (°F)                           | 7 (44)  | 9 (48)  | 14 (57) | 18 (64) | 24 (75)  | 29 (84)  | 31 (88)  | 32 (90)  | 27 (81) | 22 (71) | 14 (55) | 8 (46)  | 19,5 (67)           |
| Min. [°C] (°F)                            | 1 (34)  | 3 (37)  | 6 (43)  | 8 (47)  | 12 (54)  | 17 (62)  | 19 (66)  | 18 (64)  | 15 (59) | 12 (54) | 6 (43)  | 3 (37)  | 10 (50)             |
| padaline (mm)                             | 43      | 51      | 45      | 35      | 41       | 28       | 27       | 23       | 34      | 39      | 51      | 53      | 470 (39,2 / mjesec) |
| Najveće temp. [°C] (°F)                   | 19 (66) | 22 (72) | 26 (79) | 32 (90) | 38 (100) | 40 (104) | 41 (106) | 42 (108) | 34 (93) | 31 (88) | 25 (77) | 22 (72) | 31 (88)             |
| Izvor:: Fallingrain, Freemeteo i Multimap |         |         |         |         |          |          |          |          |         |         |         |         |                     |

## Vanjske poveznice
- (engl.)Loutrochori Village on GTP Travel Pages (Spa)
- (engl.)Karta Loutrochori
- (engl.)Loutrochori na nona.net
- (engl.)Loutrochori na tageo.com
- (grč.)Kindergarten of Loutrochori
- (grč.)Primary school of Loutrochori
- (grč.)Loutrochori (epigraphy, Delacoulonche 242,24)
- (grč.)History and Information about the baths of Loutrochori  Arhivirana inačica izvorne stranice od 19. ožujka 2008. (Wayback Machine)